# Edefuan Ulofoshio
Edefuan Ulofoshio (Anchorage, 23 gennaio 2000) è un giocatore di football americano statunitense che milita nel ruolo di linebacker per i Buffalo Bills della National Football League (NFL).

## Carriera universitaria
Nella prima giocata in carriera a Washington nel 2018, Ulofoshio forzò un fumble contro gli Oregon State Beavers nel kickoff di apertura. Chiuse la sua prima stagione con 2 tackle e 2 fumble forzati. Nella settimana 11 della stagione 2019, Ulofoshio disputò una gara di alto livello guidando la squadra con 9 placcaggi e 1,5 sack nella vittoria su Oregon State, venendo premiato come miglior difensore della settimana della Pac-12 Conference. Chiuse la stagione 2019 con 47 tackle, di cui 3,5 con perdita di yard, 3 sack e un fumble forzato. Nel primo turno della stagione 2020 mise a segno 10 placcaggi, 4 passaggi deviati e un fumble recuperato nella vittoria su Oregon State. Chiuse la stagione 2020 con 47 tackle, un sack, 4 passaggi deviati, 2 fumble recuperati e uno forzato. Per le sue prestazioni fu nominato menzione onorevole All American. Nel 2021 totalizzò 51 tackle e un fumble forzato. Tuttavia, Ulofoshio saltò 14 partite consecutive tra le ultime sei del 2021 e le prime otto del 2022, a causa prima di un infortunio al braccio e poi della rottura del legamento crociato anteriore. Alla fine nel 2022 disputò solo cinque partite, con 10 placcaggi. Nel 2023 fu nominato capitano della squadra. Nella settimana 4 fece registrare il suo primo intercetto ritornato in touchdown nella vittoria su California. Nella finale della Pac-12 Ulofoshio mise a segno sei tackle nella vittoria su Oregon. A fine anno fu inserito nella formazione ideale della Pac-12 e nella seconda formazione All American. Fu anche semifinalista del Butkus Award. Gli Huskies arrivarono fino alla finale del campionato nazionale, dove si arresero a Michigan.

## Carriera professionistica
Ulofoshio fu scelto nel corso del quinto giro (160º assoluto) del Draft NFL 2024 dai Buffalo Bills. Nella sua prima stagione mise a segno 6 placcaggi e un passaggio deviato in 4 presenze, di cui una come titolare.